# Gulgrön vireo
Gulgrön vireo (Vireo flavoviridis) är en fågel i familjen vireor inom ordningen tättingar. Den häckar i Centralamerika och övervintrar i Sydamerika.

## Utseende och läte
Gulgrön vireo är en stor (14–15 cm) vireo som till utseendet är mycket lik rödögd vireo. Den har dock kraftigare ljus näbb, mindre kontrasterande huvudteckning utan lika markant ljust ögonbryn och genomgående mer gulaktig anstrykning, framför allt på hals- och bröstsidor. Sången liknar rödögd vireos men är kortare och mindre melodisk med kortare pauser. Både ton och tempo påminner faktiskt om en gråsparvs tjirpande. Lätet liknar rödögda vireons nasala jamanade.

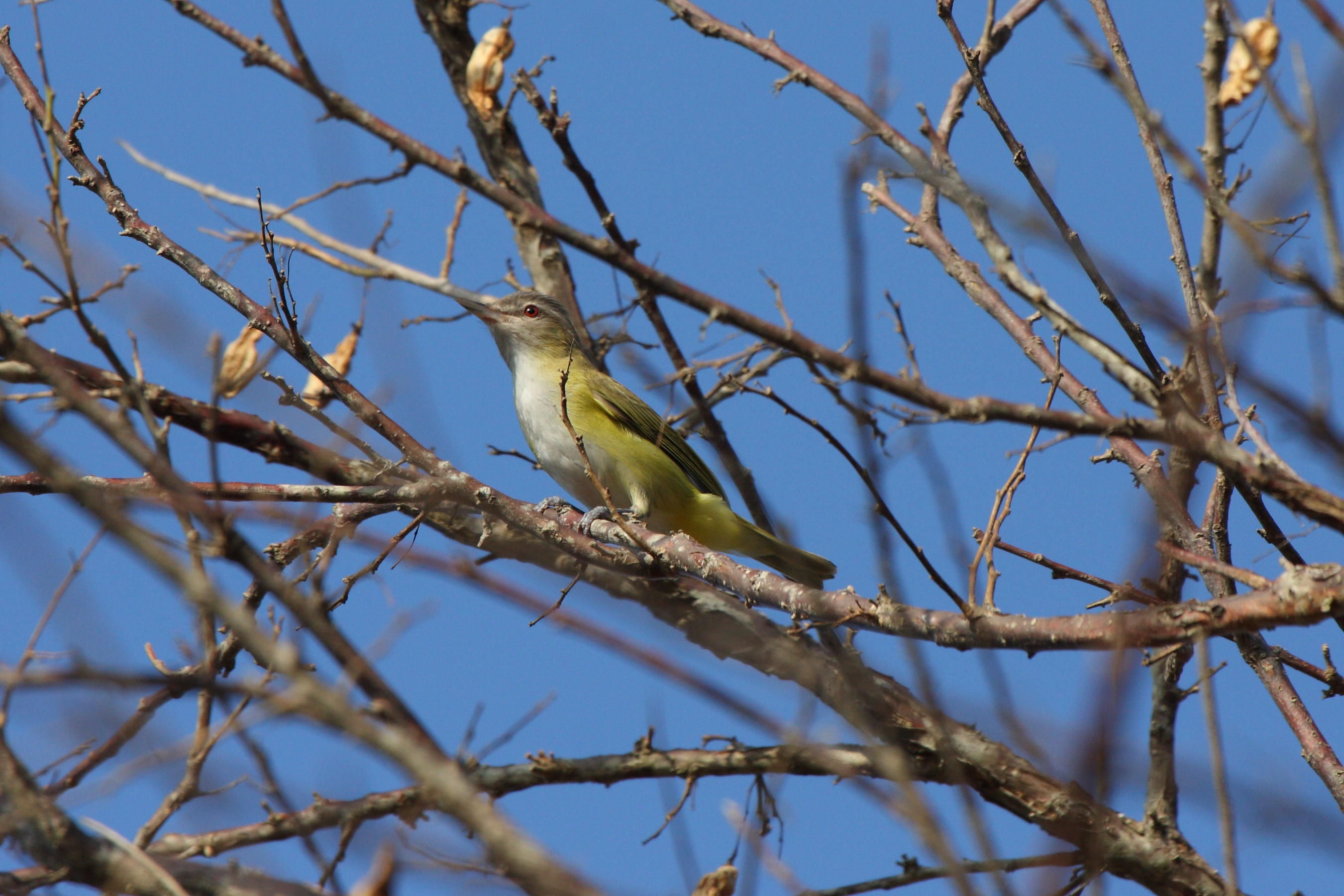
Gulgrön vireo fotograferad i Panama.

## Utbredning och systematik
Gulgrön vireo delas vanligen in i fem underarter med följande utbredning:
- Vireo flavoviridis hypoleucus – nordvästra Mexiko (sydöstra Sonora till södra Sinaloa)
- Vireo flavoviridis flavoviridis – nordcentrala och nordöstra Mexiko till Panama; övervintrar söderut till västra Amazonområdet
- Vireo flavoviridis forreri – ögruppen Islas Marías utanför västra Mexiko; övervintrar söderut till västra Amazonområdet
- Vireo flavoviridis perplexus – norra Guatemala; övervintrar söderut till västra Amazonområdet
- Vireo flavoviridis vanrossemi – sydöstra El Salvador

Gulgrön vireo har tidigare behandlats som en del av rödögd vireo (Vireo olivaceus). Möjligen är arten inte monofyletiskt. Arten är en sällsynt besökare sommartid till allra sydligaste Texas i USA.

## Levnadssätt
Gulgrön vireo hittas i öppet landskap med spridda träd, plantage, skogsbryn och flodnära skogsområden. Födan består av insekter, spindlar, frukter och bär. Fågeln häckar mellan april och juli–augusti. I Costa Rica återvänder flyttfåglar till häckningsområden redan i slutet av mars och början av februari men börjar inte häcka förrän senare.

## Status och hot
Arten har ett stort utbredningsområde och en stor population med okänd utveckling. Utifrån dessa kriterier kategoriserar IUCN arten som livskraftig (LC).